# Писар, Юрий Юрьевич
Юрий Юрьевич Писар (укр. Юрій Юрійович Писар, род. 10 октября 1985, Рахов, Закарпатской обл, УССР) — украинский художник-живописец.

## Биография
Заниматься живописью начал в родном городе под руководством Михаила Ворохты. В юности интересовался историей Украины, но, когда встал выбор где учиться, тяга к искусству перевесила. Образование получил в Институте искусств Прикарпатского национального университета им. Василия Стефаника (г. Ивано-Франковск) по специальности «живопись». Учась в университете, много внимания уделял оттачиванию мастерства написания портрета. Результатом этого стала победа на Всеукраинской олимпиаде по рисунку в этом жанре.
Закончив в 2008 году университет, Юрий Писар начинает искать свой узнаваемый стиль и совершенствовать его.

## Творчество

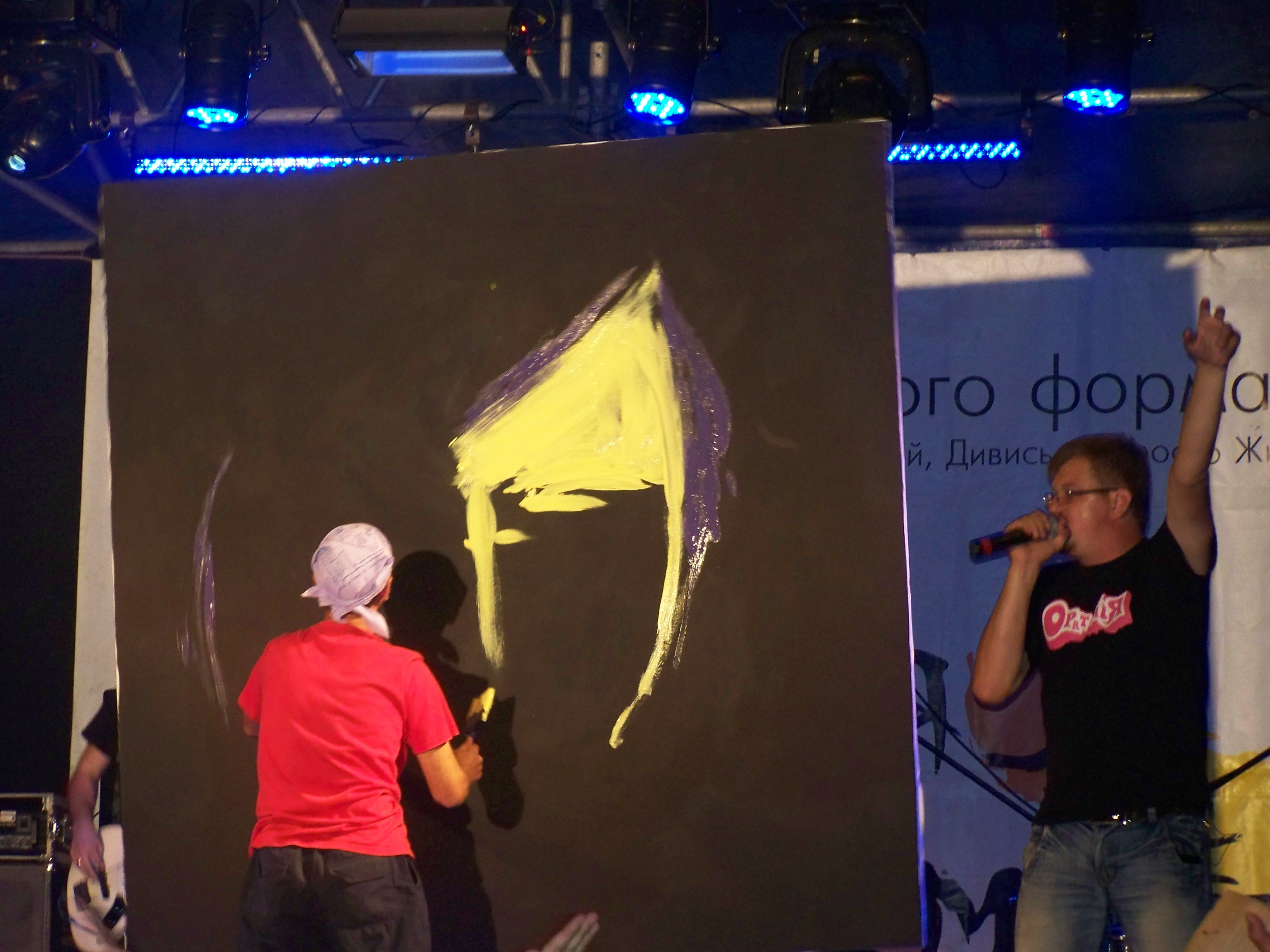
Перформанс Юрия Писаря на фестивале «Поезд в Яремче»

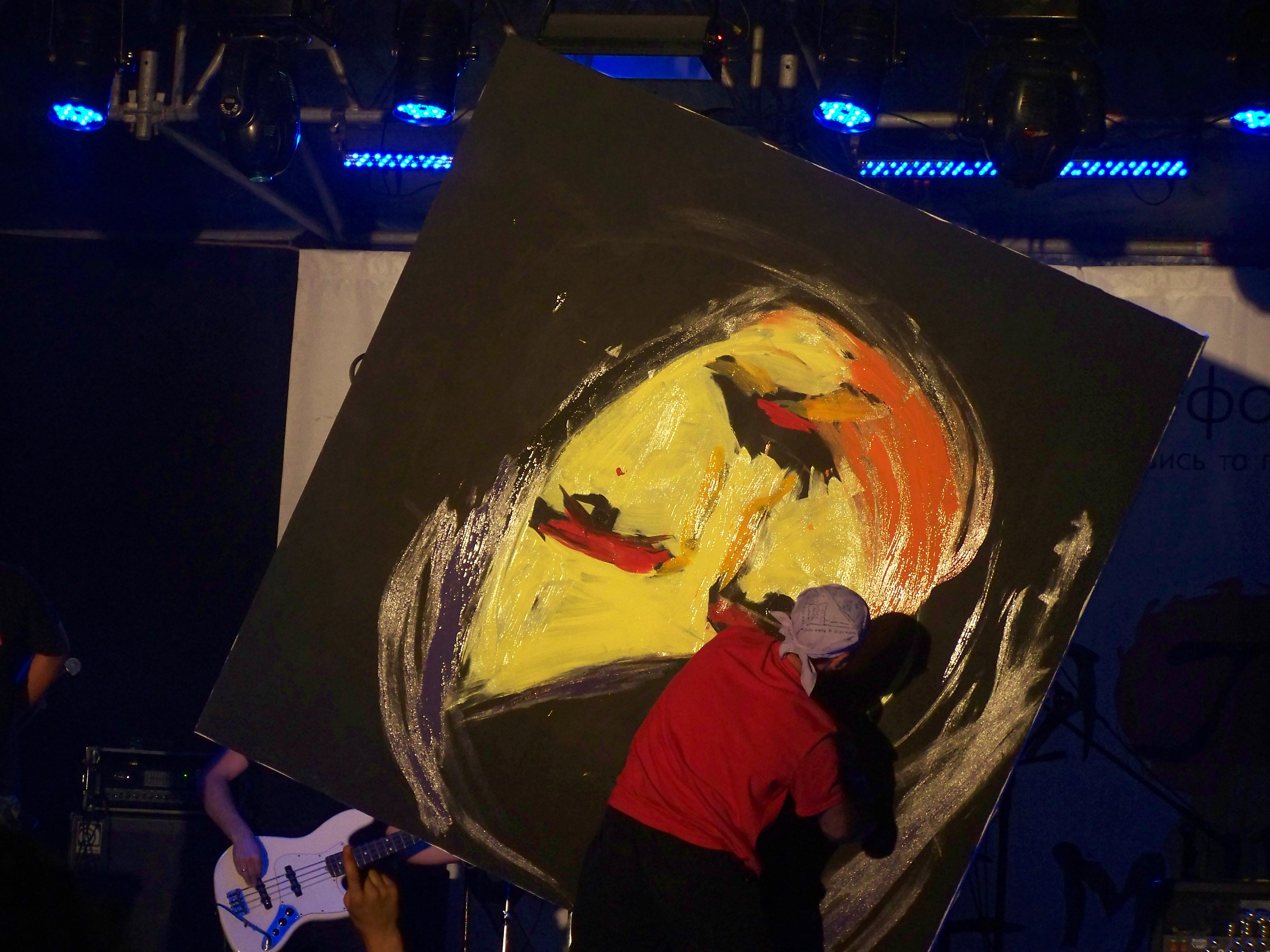
На фестивале «Поезд в Яремче» Ю.Писар прямо на сцене пишет в стиле «paintjam» крупнейший на Украине портрет В.Ивасюка

С 2008 года художник участвует в коллективных выставках молодых художников в Ивано-Франковске, Киеве, Львове и других городах Украины.
В 2010 году состоялась первая персональная выставка, носившая название «Балет», в которой прослеживается влияние экспрессивного абстракционизма. Следующие выставки «Ню» и «Балет», которые состоялись в 2011 году, открывают нового Юрия Писаря. Упрощаются формы, сужается цветовая гамма, минимизируются средства выражения и вместе с тем картины наполнены ритмики и напряжения, концентрируя внимание на внутреннем состоянии изображаемых танцовщиц.
В 2011 году Юрий Писар пробует свои силы в стиле «paint jam» и во время фестиваля «Поезд в Яремче» прямо на сцене пишет крупнейший на Украине (а может и мире) портрет композитора Владимира Ивасюка. Во время фестиваля снимают музыкальный фильм «Поезд в Яремче: 40 лет спустя (укр. Потяг до Яремче: 40 років потому» , который создатели фильма называют ремейком советского мюзикла «Червона Рута», снятом 40 лет тому назад в Яремче. Кадры перформанса Юрия Писаря вошли в данный музыкальный фильм. Созданную на глазах тысяч зрителей картину подарили Мемориальному музею Владимира Ивасюка в Черновцах.
В 2010 и 2011 гг. Музеем Искусств Прикарпатья (Ивано-Франковск) были выкуплены картины Юрия Писаря «Феерия», «Прима» (серия «Балет»); «Размышления о времени» (серия «Nu»);«Ангел со щитом». В 2012 г. полотно художника «Улыбка весны 2» приобрёл Бердянский художественный музей имени И. И. Бродского. Работы находятся в Фондах музеев.
Выставки,пленэры и перформансы Юрия Писаря широко освещались средствами массовой информации (СМИ): прессой и телеканалами, в частности в новостных программах 5-го канала, «Нового канала» и других.

## Основные выставки
- 2013 - "Пиано" Персональная выставка в галерее "Бастион", г. Ивано-Франковск  [6]
- 2012 - "За закрытой дверью" Арт-галерея Донбасс, Донецк, Украина
- 2012 - «Балет» в рамках открытия сезона Донецкого театра, Донецкий государственный академический театр оперы и балета имени А. Соловьяненко, Донецк, Украина
- 2012 - "Блюзовые вещи" Галерея E, Ивано-Франковск, Украина
- 2012 - «Балет» в рамках международного форума детей балетных спектаклей "Гран Па", персональная выставка, Донецкий государственный академический театр оперы и балета имени А. Соловьяненко, Донецк, Украина [7]
- 2012 - «Балет, балет, балет ...», Аrt-glass галерея, Донецк, Украина [8]
- 2012 - "Звук Цвета", персональная выставка, галерея E, Ивано-Франковск, Украина
- 2012 - Перформанс "100-летие скаутского организации в Украине" Пласт ", Национальный театр, Ивано-Франковск, Украина
- 2011 - Выставка «На волне музыки» в рамках проекта «Миланские вечера в Киеве» г.Киев (музыкальный театр)[9]
- 2011 - Перформанс на фестивале "Поезд в Яремче" Яремче
- 2011 - «Абстракция», г. Ивано-Франковск
- 2011 - «МАРТС", г. Киев
- 2011 - персональная выставка «Пейзаж и натюрморт», г. Ивано-Франковск
- 2011 - «Женский образ», Ливадийский дворец
- 2011 - Персональная выставка, «Nude», г. Ивано-Франковск [10]
- 2011 - «Соблазн», г. Николаев
- 2010 - «Ангелы в костеле», г. Ивано-Франковск
- 2010 - Персональная выставка «Балет», г. Ивано-Франковск, г. Галич
- 2010 - «Львовский осенний салон-2010», г. Львов
- 2010 - «Художественный курень», г. Киев
- 2010 - галерея «Primus», г. Львов
- 2010 - «Город», г. Ивано-Франковск
- 2010 - «Уголок рая на земле», г. Киев, г. Львов, г. Черкассы
- 2010 - «Параллельный мир», г. Галич
- 2009 - «Ангелы в костеле», г. Ивано-Франковск
- 2009 - «Львовский осенний салон-2009», г. Львов
- 2009 - «Буковель», г. Ивано-Франковск